# Mogorella
Mogorella (en sard, Mogoredda) és un municipi italià, dins de la província d'Oristany. L'any 2007 tenia 48 habitants. Es troba a la regió de Marmilla. Limita amb els municipis de Ruinas, Usellus, Villa Sant'Antonio i Villaurbana.

## Administració
| Període | Identitat   | Partit        |
| ------- | ----------- | ------------- |
| 2005-   | Mauro Piras | Llista cívica |